# Periartrite
La periartrite è una malattia infiammatoria, degenerativa o mista che coinvolge i tessuti periarticolari.